# Villa d’Elboeuf

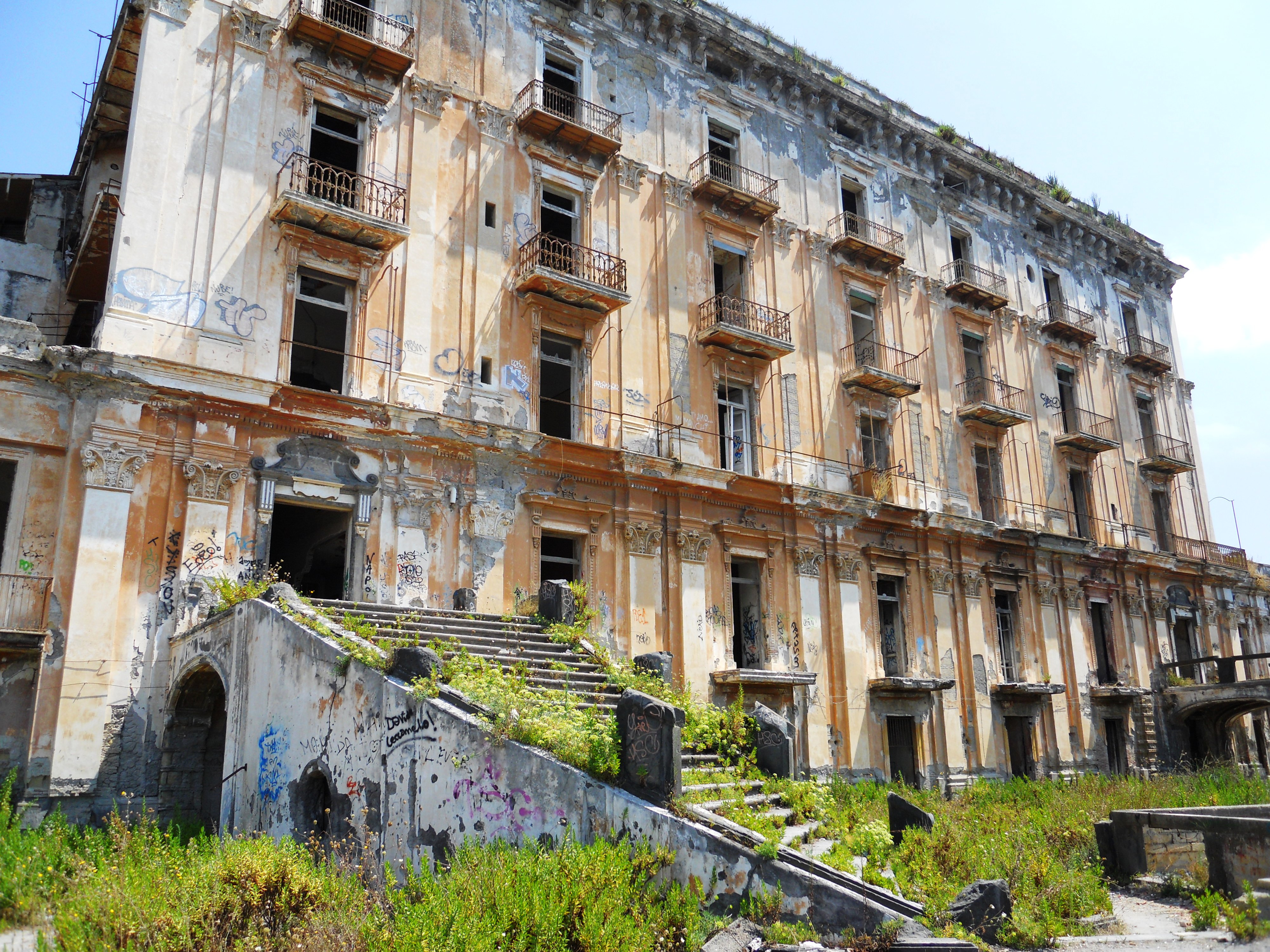
Villa d’Elboeuf in Portici: Gartenfassade (August 2011)

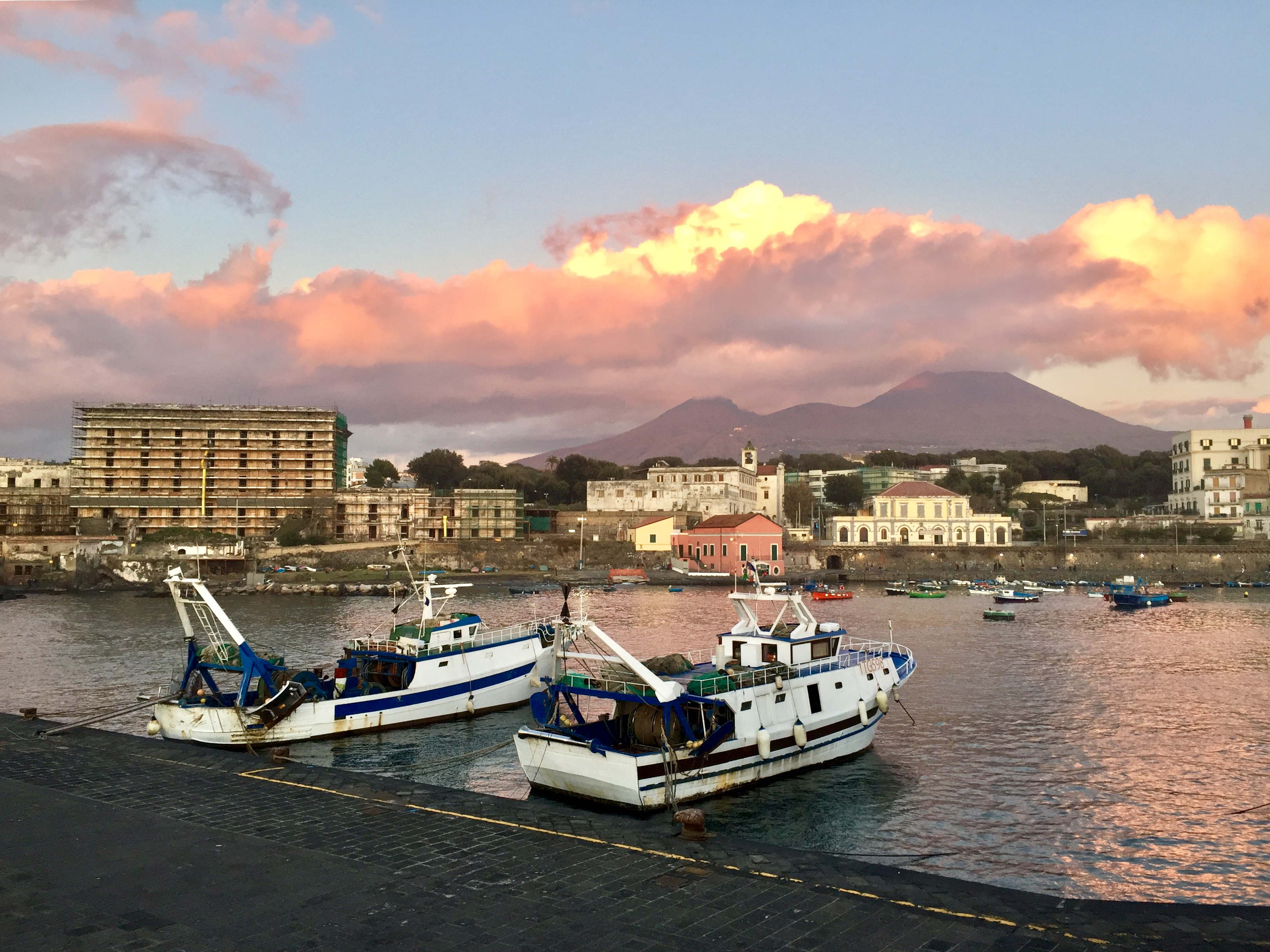
Porto di Granatello, Villa d’Elboeuf – Portici (2018)

Die Villa d’Elboeuf ist die Ruine eines Palastes aus dem 18. Jahrhundert in Portici in der italienischen Region Kampanien. Sie liegt in unmittelbarer Nachbarschaft des Porto di Granatello an der Piazza San Pasquale, 8 und wurde als erste der 122 Villen des Miglio d’oro errichtet.

## Geschichte

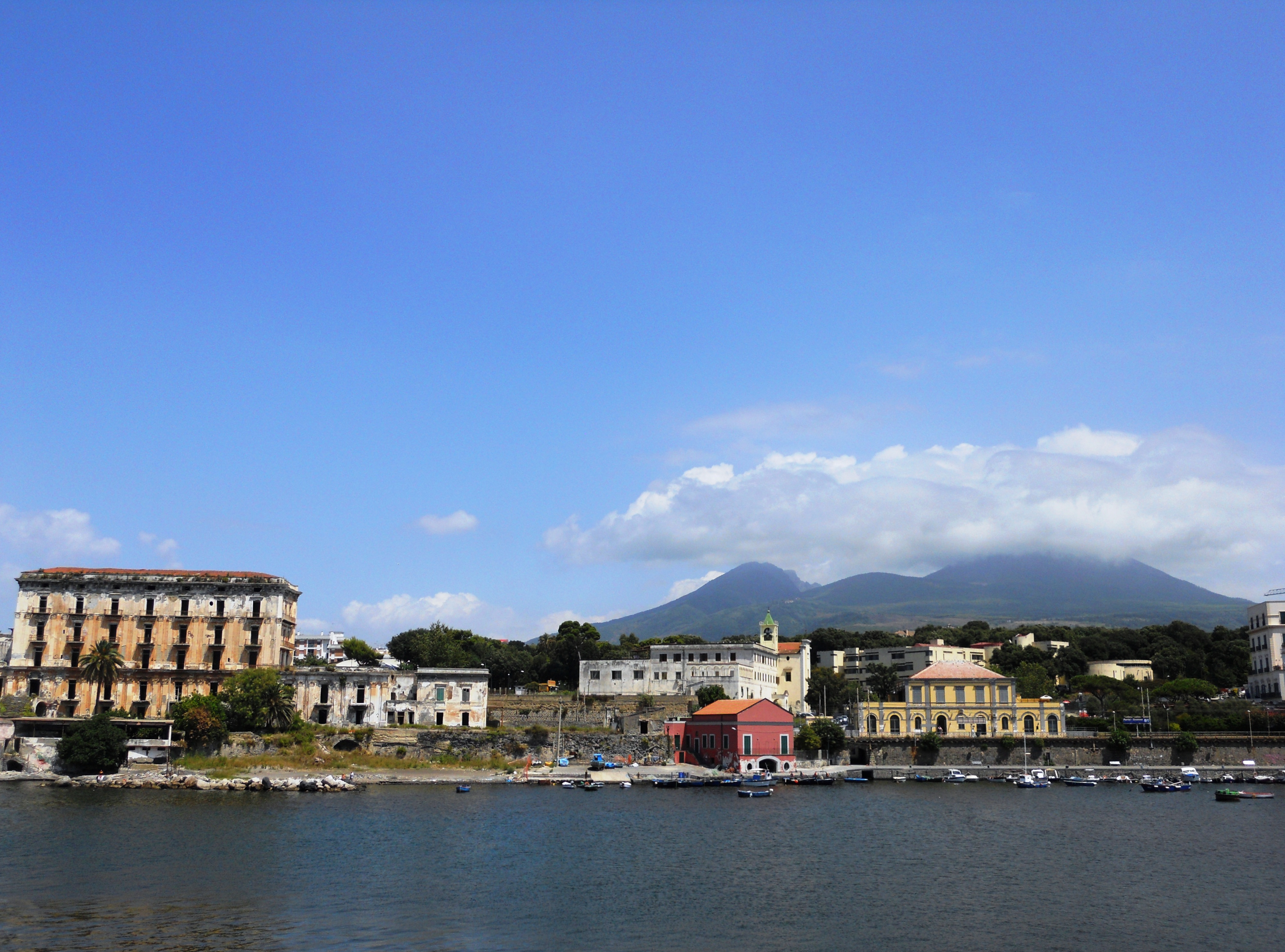
Die Mole des Granatello und die Villa d’Elboeuf (2011)

### Die Ursprünge der Villa
1711 ließ der Herzog von Elboeuf nach Plänen von Ferdinando Sanfelice errichten. Das Gebäude mit rechteckigem Grundriss hat zwei Stockwerke, eine Loggia, die in Richtung Vesuv zeigt und zwei Terrassen zum Meer, eine in Richtung Torre del Greco und eine in Richtung Neapel. An der Hauptfassade, die ebenfalls zum Meer zeigt, öffnen sich zwei Portale, zu denen man über eine doppelte, elliptische Treppe mit Balustrade in Marmor und Piperno gelangt. Der Herzog von Elboeuf ließ den Garten der Villa mit zahlreichen, exotischen Gewächsen bepflanzen und mit zahlreichen Fundstücken aus dem verschönern, was bald zu den Ausgrabungen von Herculaneum werden sollte.
Wenige Jahre nach Fertigstellung des Baus, 1716, verkaufte D’Elboeuf ihn für 11.000 Dukaten an Don Giacinto Falletti Arcadi, Markgraf von Bossia und Herzog von Cannalongai. 1738 war Karl von Bourbon, der spätere König Karl III. von Spanien, in der Villa zu Gast, der sich in diesen Ort verliebte und in seiner Nachbarschaft die Reggia di Portici errichten ließ. 1742 kaufte der König die Villa von der Erben der Fallettis und machte daraus eine Dépendance der Reggia di Portici, deren Landungsplatz für Boote sie auch darstellte. Während der Regentschaft von Joachim Murat (1808–1815) ließ dessen Gattin, Caroline Bonaparte, zu Füßen der Villa einen Badeplatz am Meer für sich und für ihre Töchter errichten. Eingeschnitten in den Lavatuff von der Eruption des Vesuv im Jahre 79 n. Chr. blieb der Badeplatz Carolina Bonapartes das einzige Beispiel von Badearchitektur im Empirestil auf dem Planeten.

### Der langsame und unaufhaltsame Niedergang der Villa

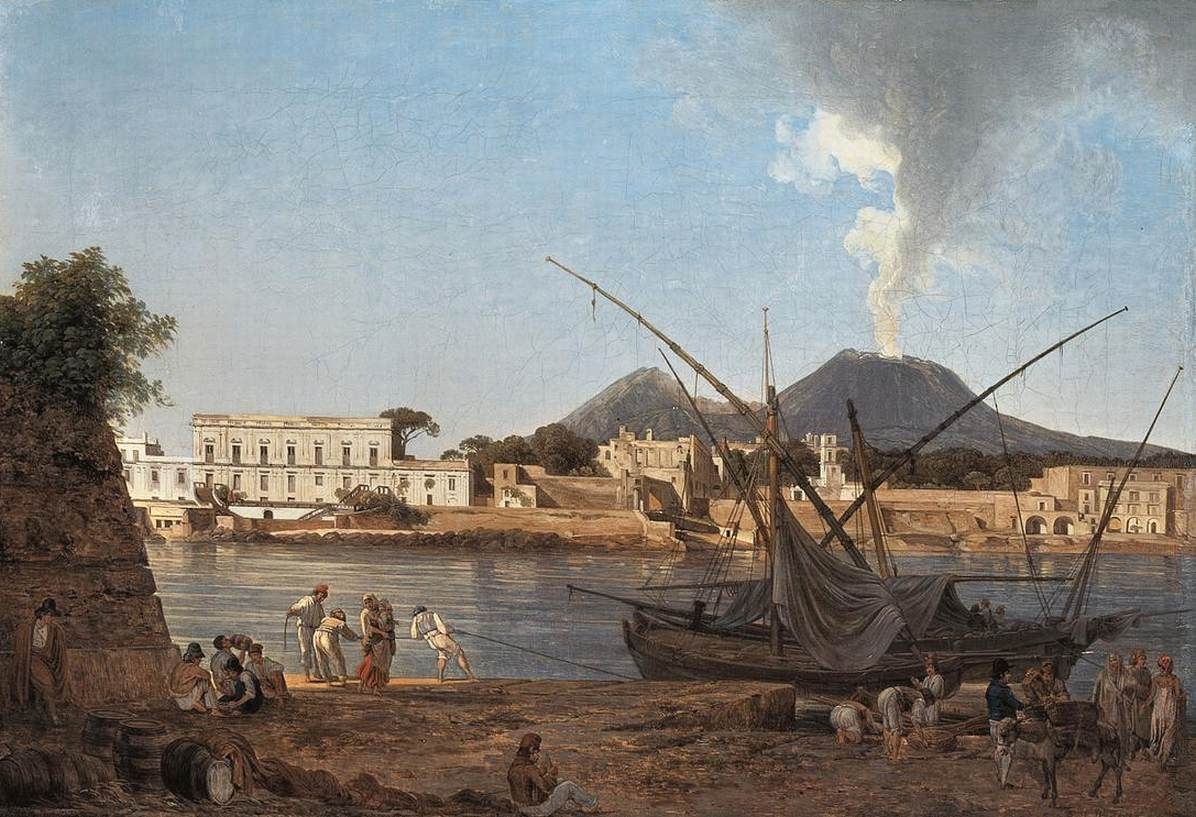
Die Mole des Granatello in Portici und die Villa d’Elboeuf (links) auf einem Gemälde von Joseph Rebell aus dem 19. Jahrhundert.

Der Niedergang der Villa begann 1839, als die erste italienische Eisenbahnlinie, die Bahnstrecke Neapel–Portici, die Verbindung zwischen dem Palast und dem dahinter liegenden Park durchschnitt und damit die architektonische Einheit und die Harmonie des Komplexes zerstörte. Mit der folgenden Einigung Italiens wurden die Güter der Bourbonen verkauft, die Villa wurde versteigert und von der Familie Bruno erworben. Dies leitete eine Zeit des Niedergangs ein, der mit vielfachen spekulativen Vorgängen, wie der Aufstockung des Gebäudes um zwei Etagen komplettiert wurde. 1951 stifteten die Erben der Brunos die Villa d’Elboeuf den Santuario della Beata Vergine del Rosario di Pompei.
1978 wurde die Villa an eine Immobiliengesellschaft verkauft, die aber in Insolvenz ging. In der Zwischenzeit waren die Wohnungen geräumt worden. Das Gebäude geriet, obwohl es im Sinne des Gesetzes 1089/1939 geschützt und in die Liste der Villen der Miglio d’oro aufgenommen worden war, in einen Zustand ernsthaften Verfalls. Die großen Zugangstreppen wurden ihrer marmornen Balustraden beraubt und viele der Innenräume wurden durch Witterungseinflüsse und Brände ruiniert. Das Dach, das mit einer tragenden Holzstruktur versehen war, war an verschiedenen Stellen eingestürzt. Etliche Innenwände wurden eingerissen und viele Räume nach Plünderungen des Kupfers der Elektrokabel zerstört. Das Gebäude war von etlichen Bränden betroffen und wurde von Obdachlosen als Wohnstatt genutzt.

### Die Rettung der Villa durch private Hand
Am 26. April 2013 wurde die Ruine der Villa für € 4 Mio. an eine Gruppe von Unternehmern verkauft, die sich unter der Überwachung der Soprintendenza um die Restaurierung kümmerten.
Am 5. Februar 2014 stürzte ein großer Teil der Außenmauer der Villa entlang der Bahnstrecke ein und landete auf den Gleisen, sodass der Bahnverkehr zwischen Neapel und Torre Annunziata unterbrochen wurde.
Am 12. April 2015 konnten die Regionalzüge nach einem Jahr Wartezeit dank des Baus einer künstlichen Galerie, der Entfernung illegaler Gerüste und der Sicherung des Palastes aus dem 18. Jahrhundert die Bahnstrecke Neapel–Salerno wieder befahren.
2019 wurden nach Jahren der Unterbrechung die Restaurierungsarbeiten an der Villa wieder aufgenommen.

## Bildergalerie

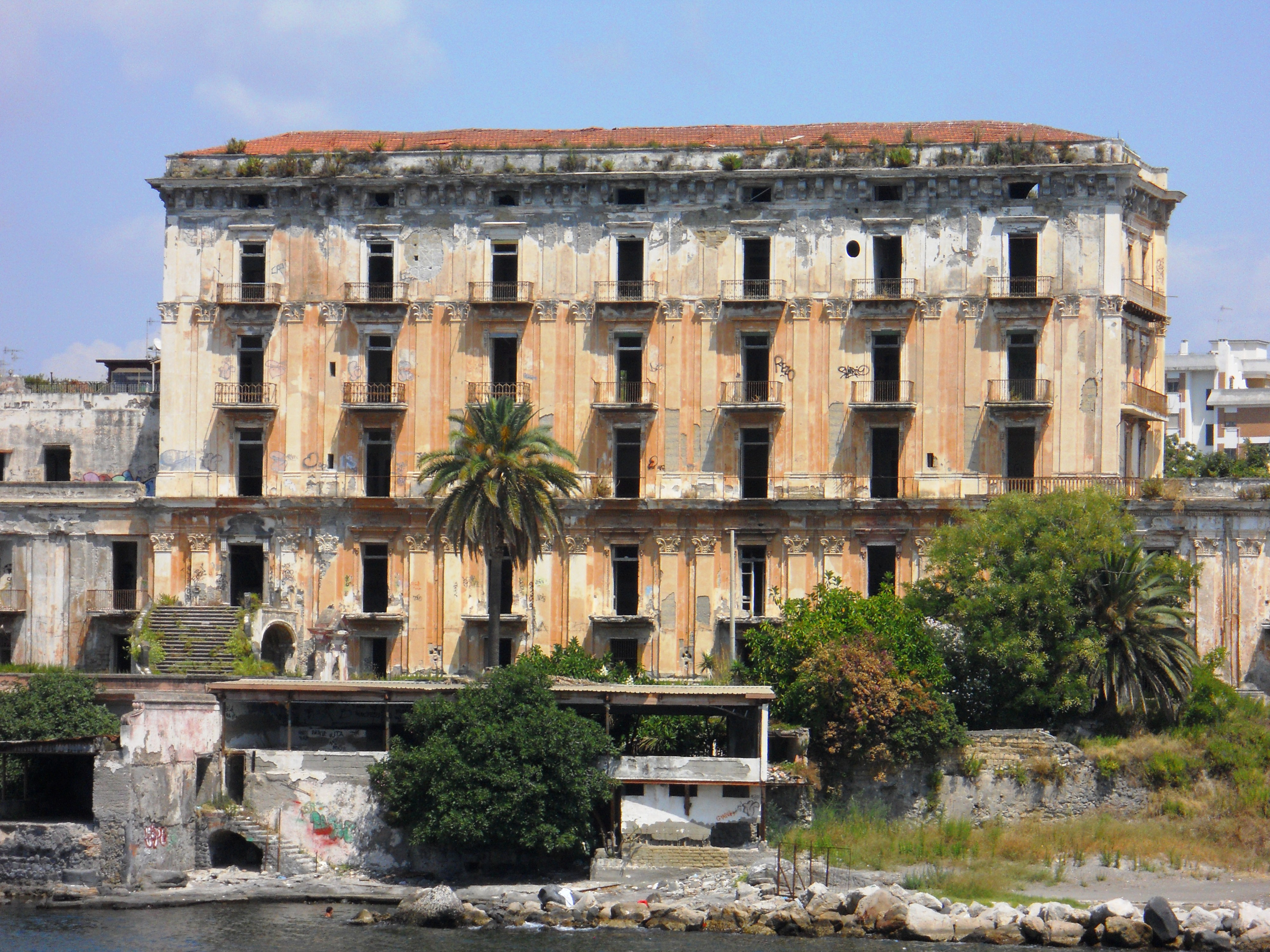
Ansicht von der Meerseite aus (August 2011)
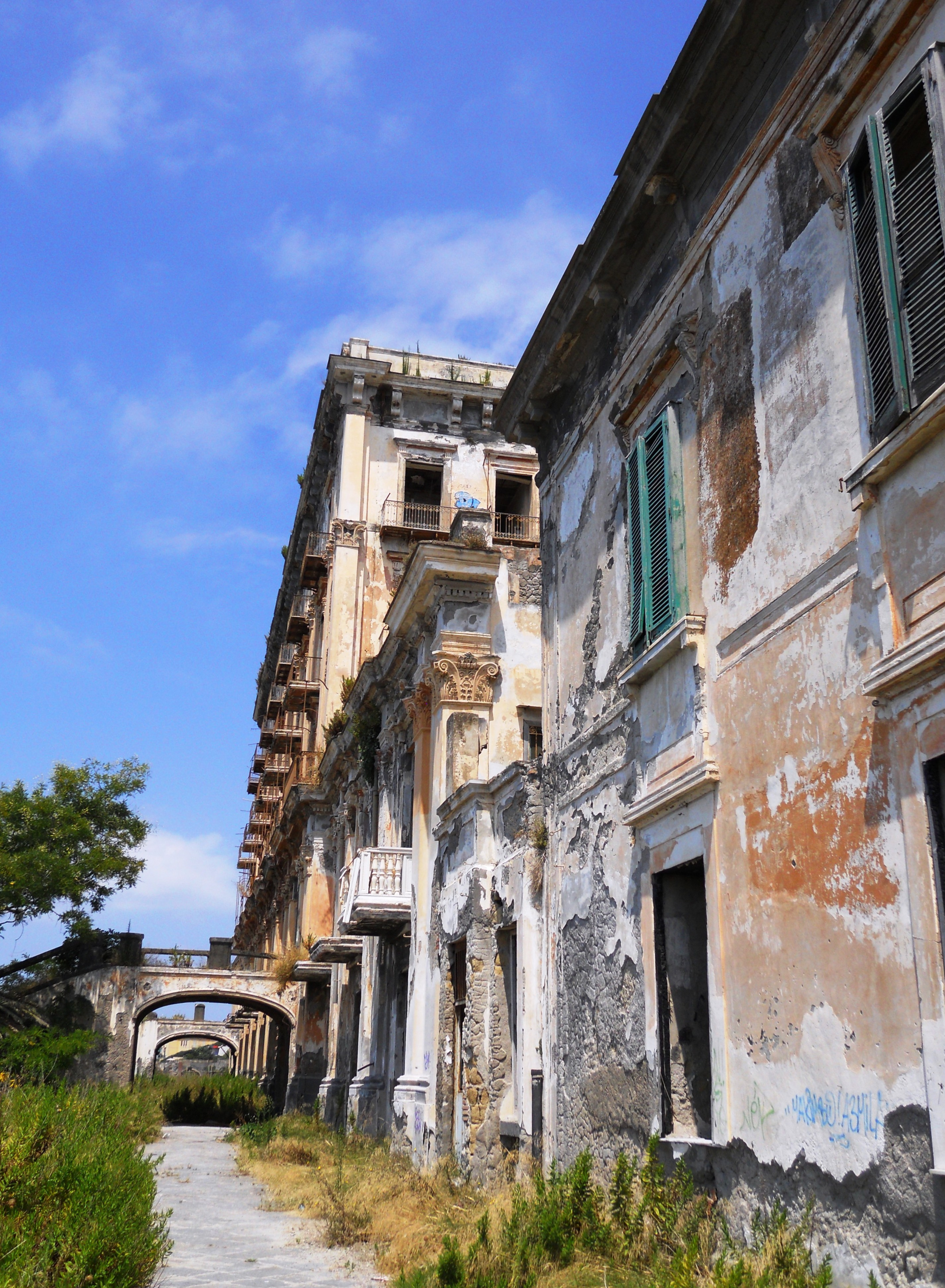
Auffahrt (August 2011)
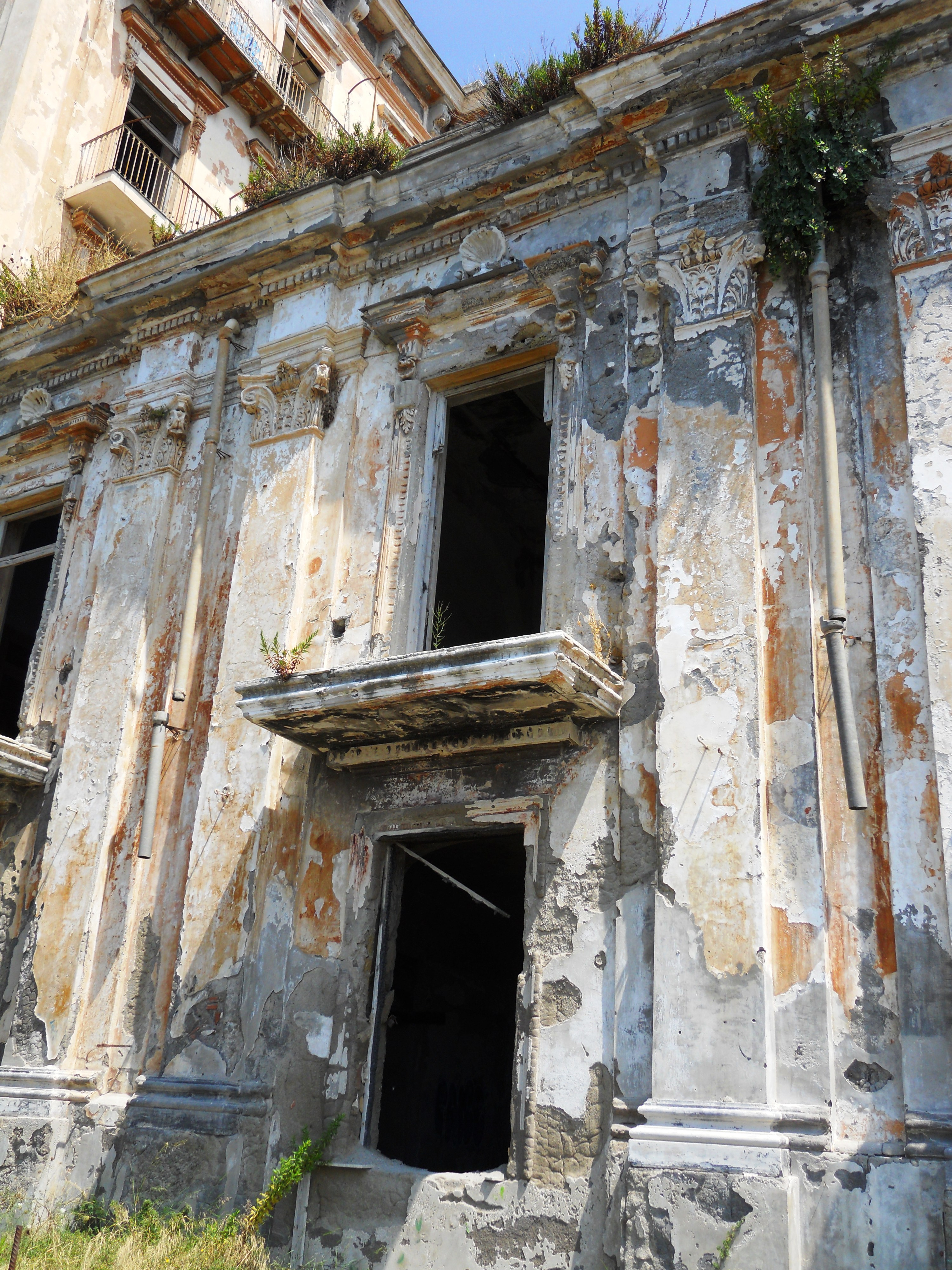
Fenster im Erdgeschoss (August 2011)
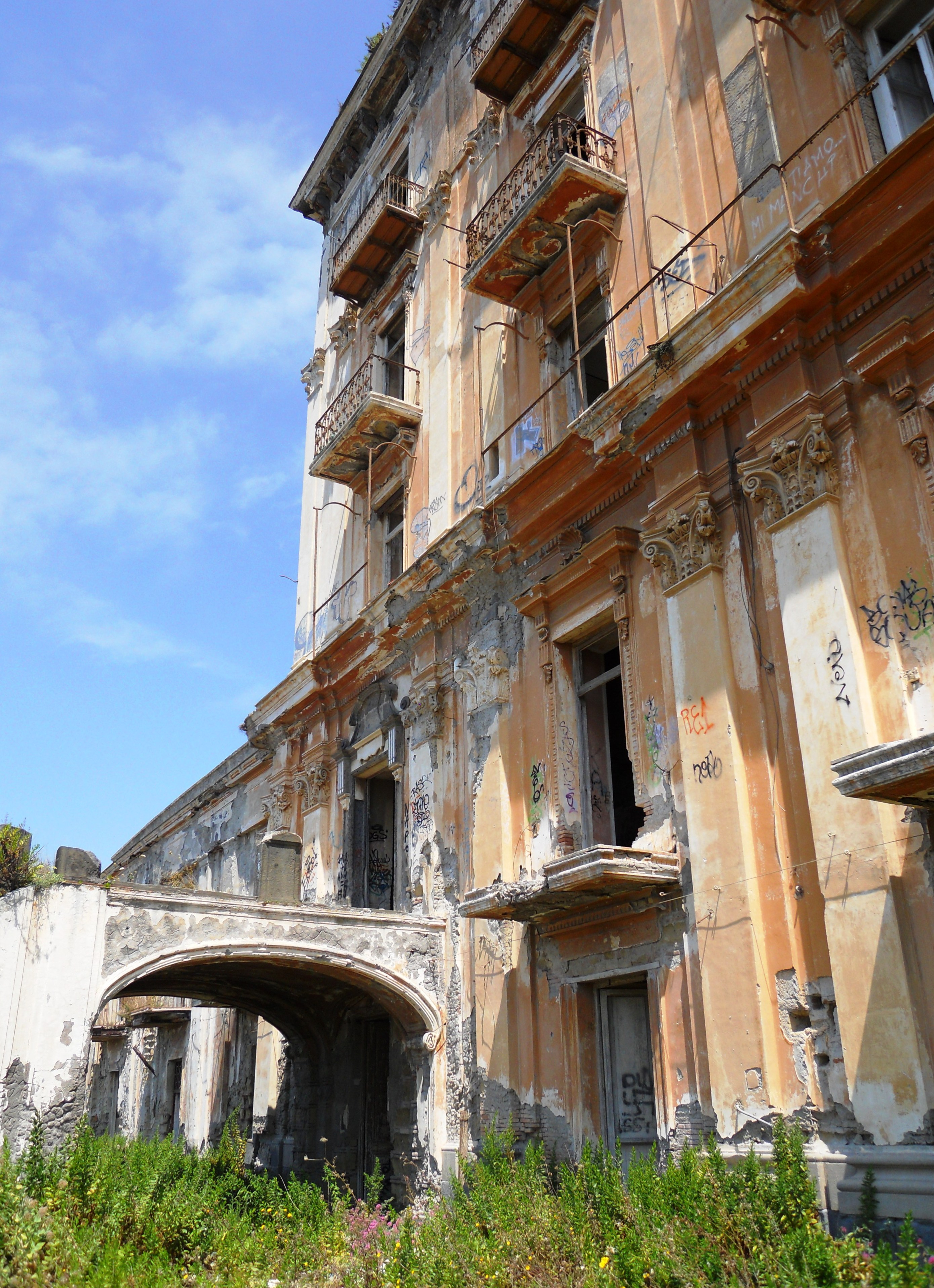
Eine der Zugangstreppen (August 2011)
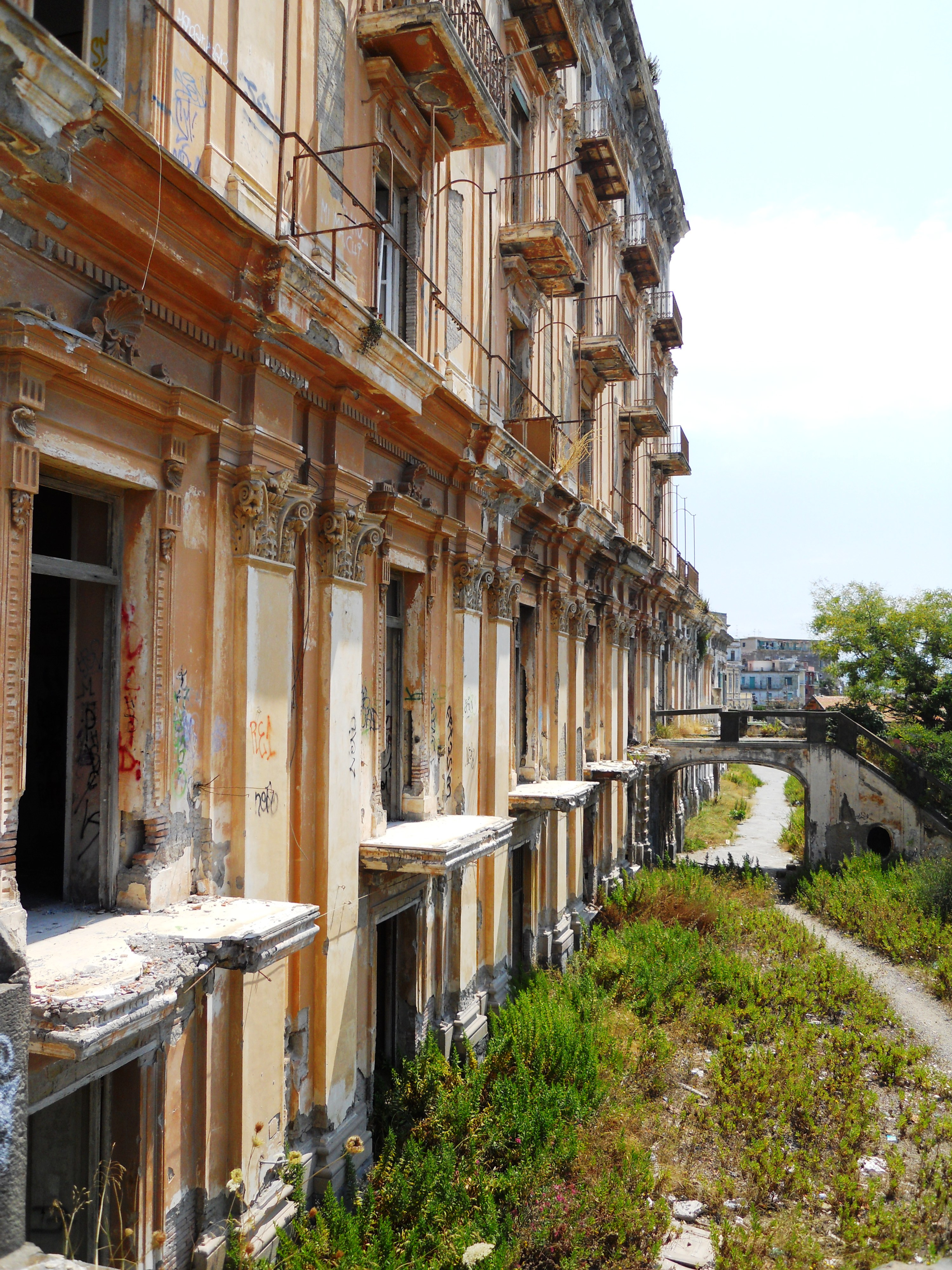
Fassade und Auffahrt (August 2011)
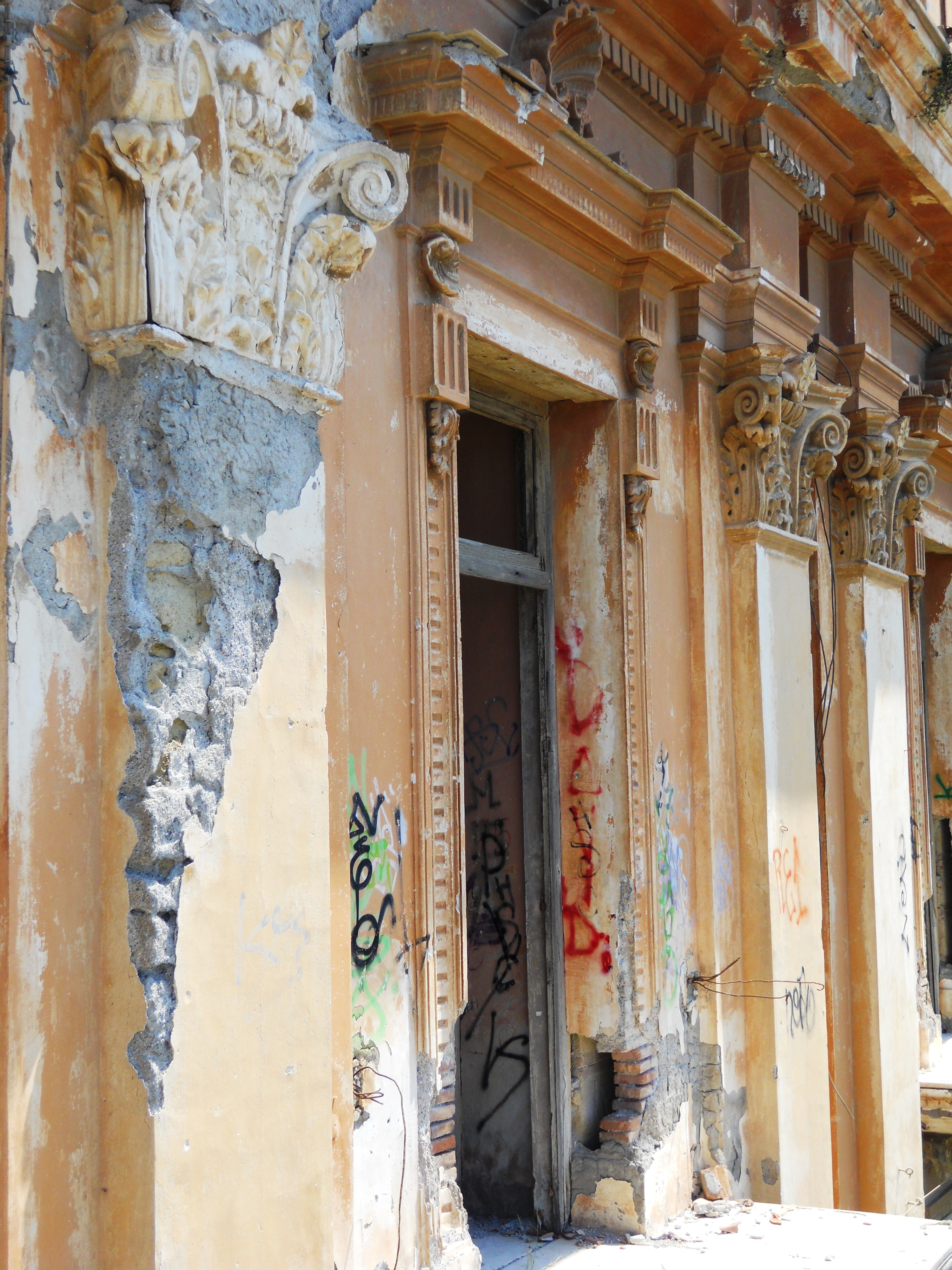
Detail der Fassade (August 2011)
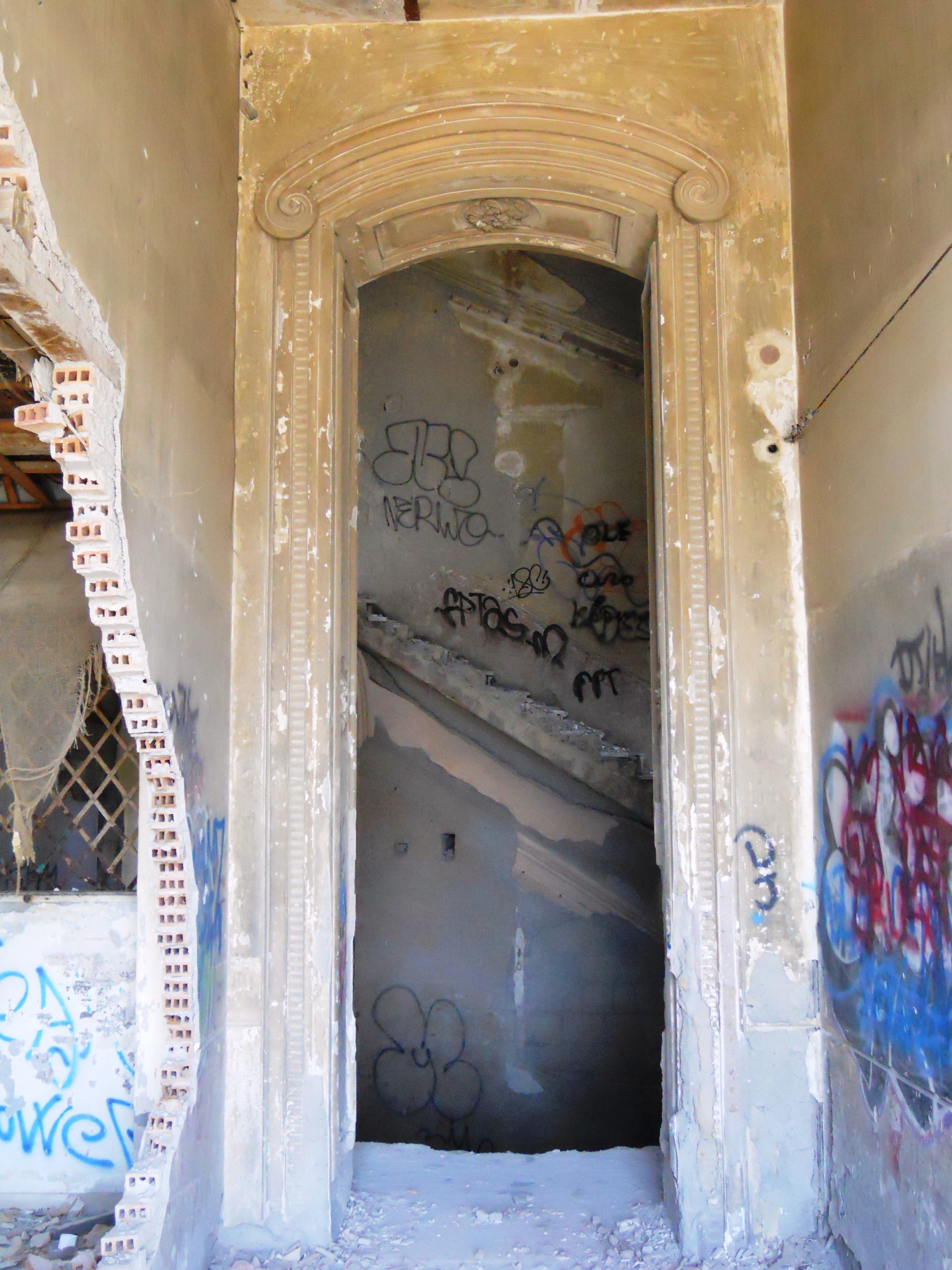
Eingangstür zur Ehrentreppe (August 2011)
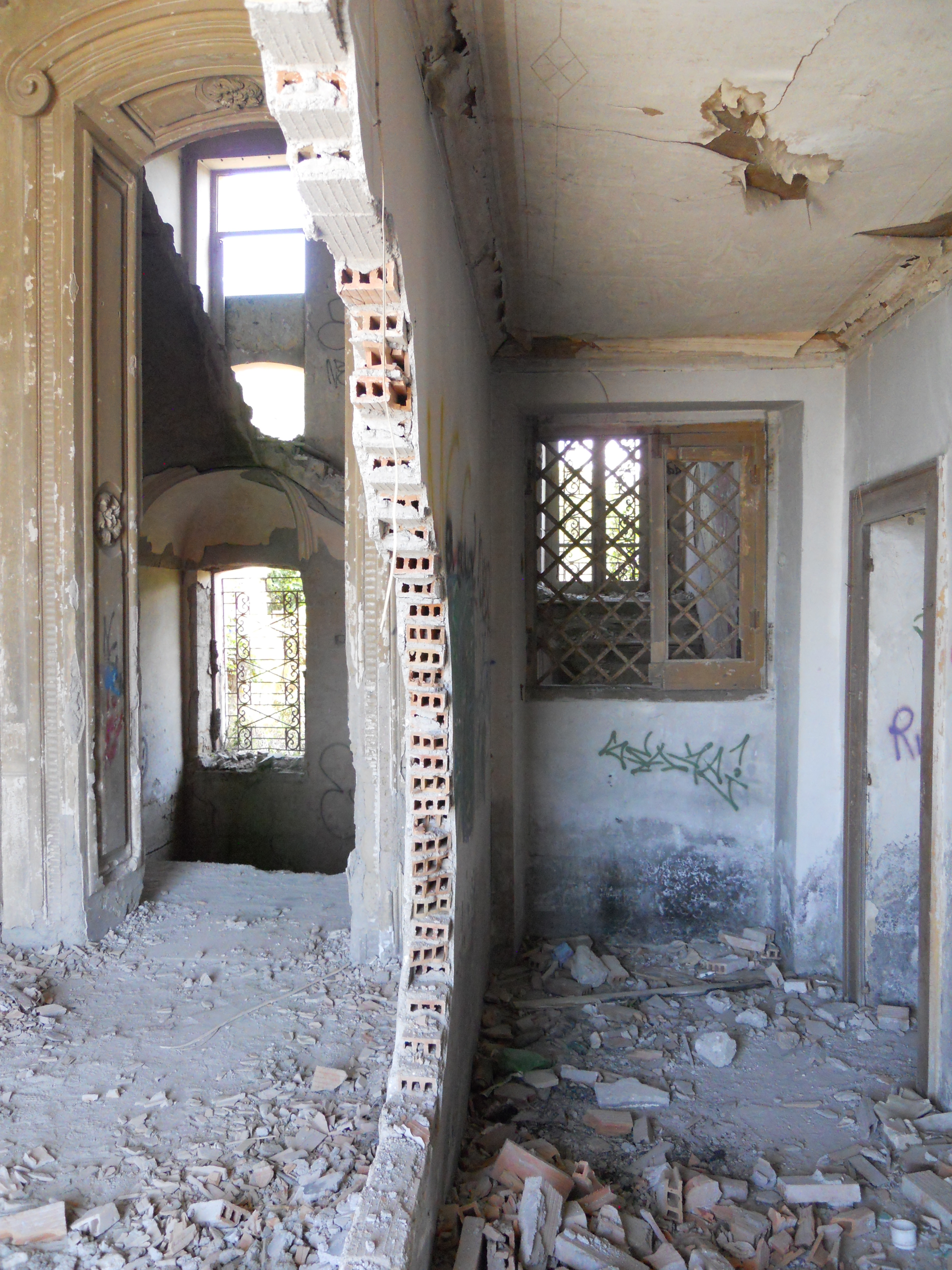
Innenräume (August 2011)
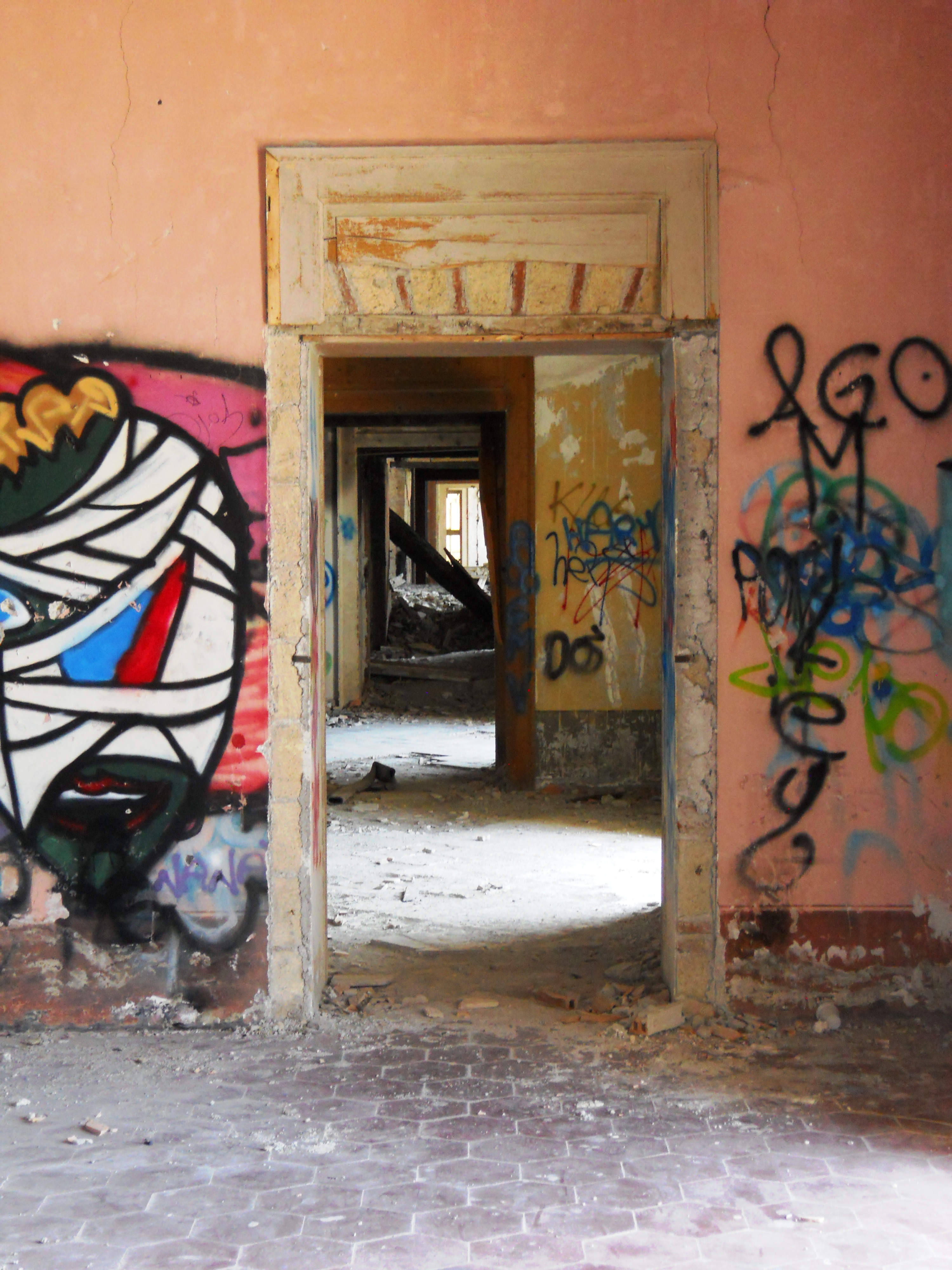
Innenräume (August 2011)
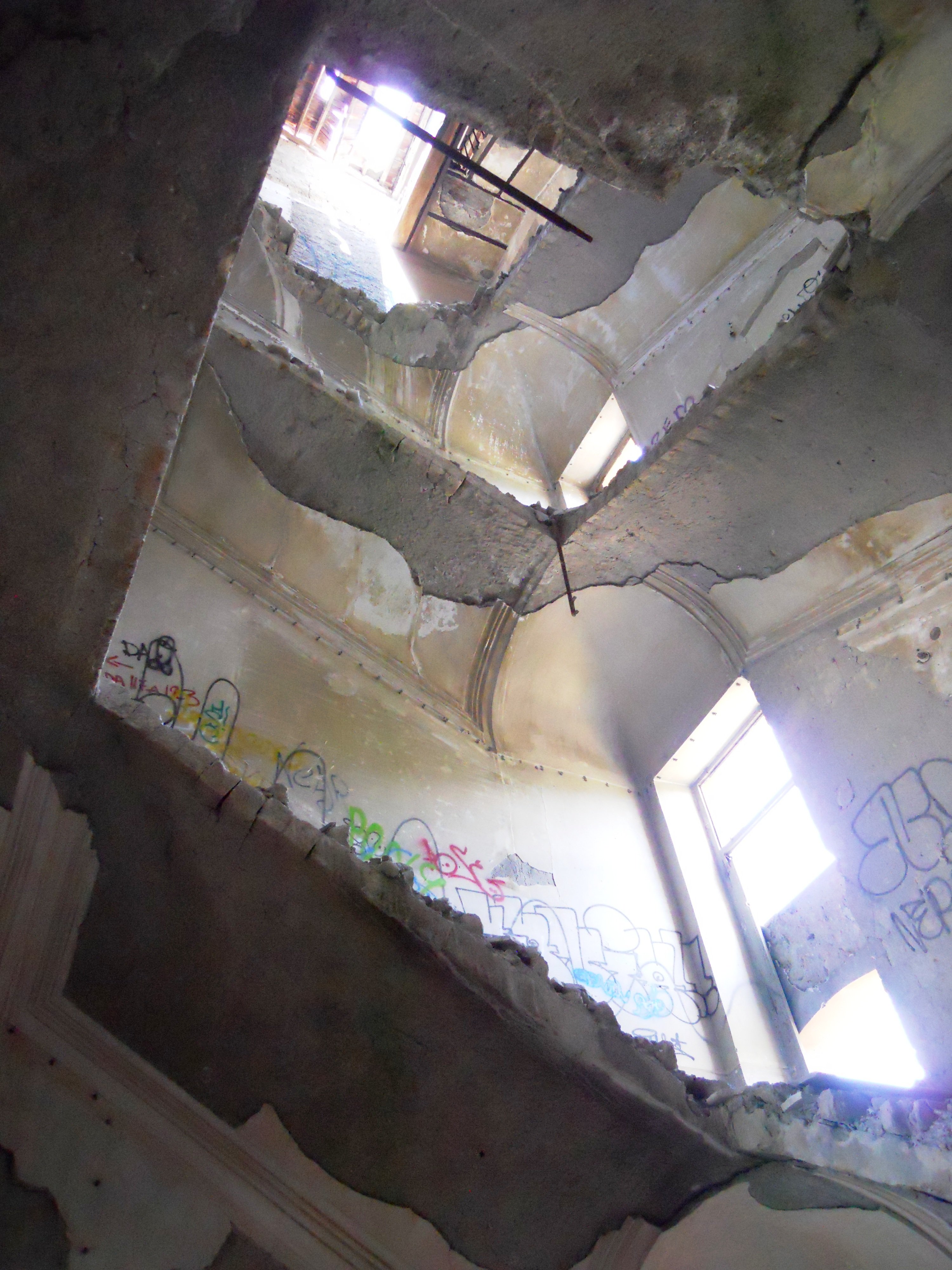
Ehrentreppe (August 2011)
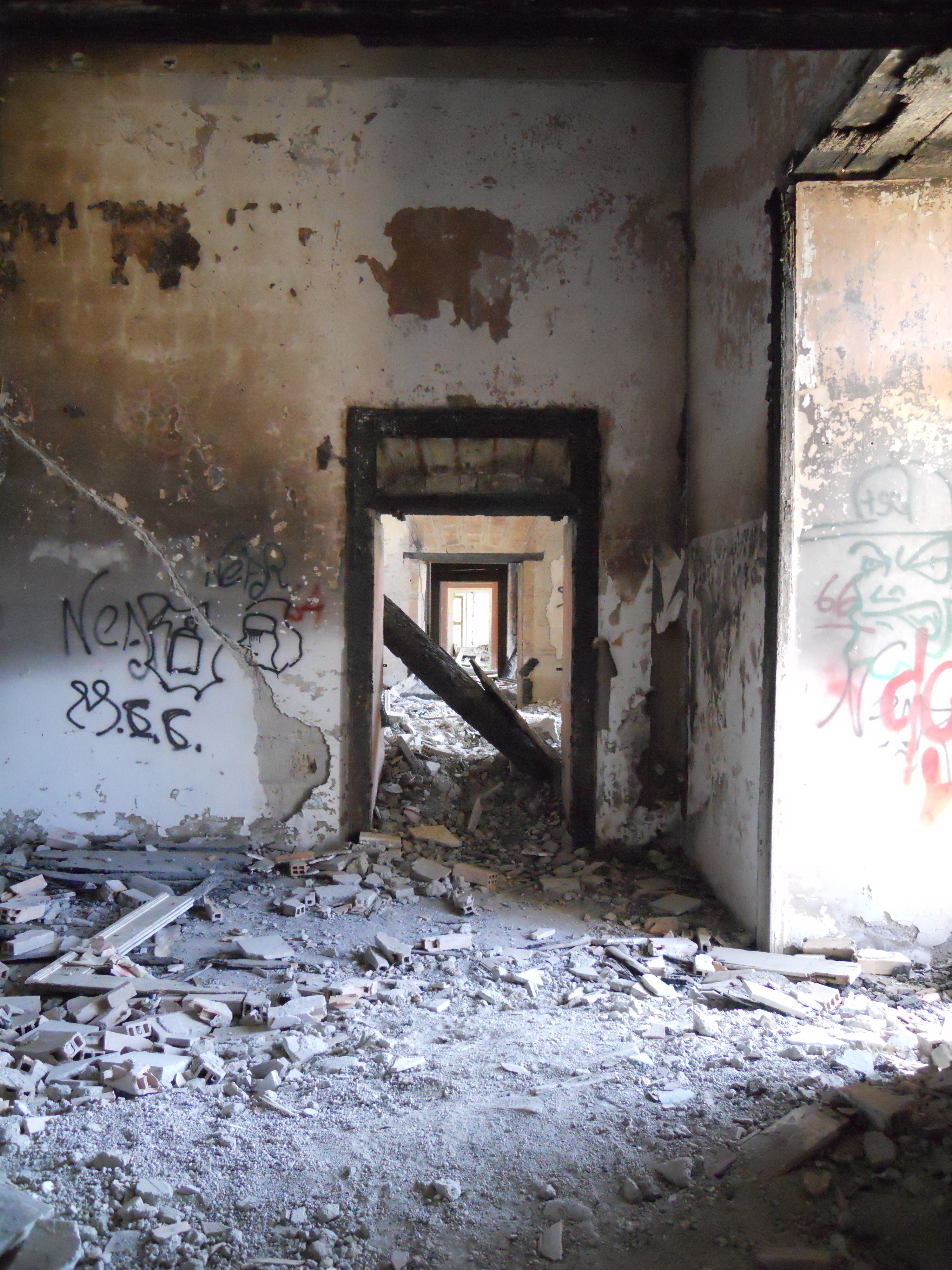
Innenräume (August 2011)
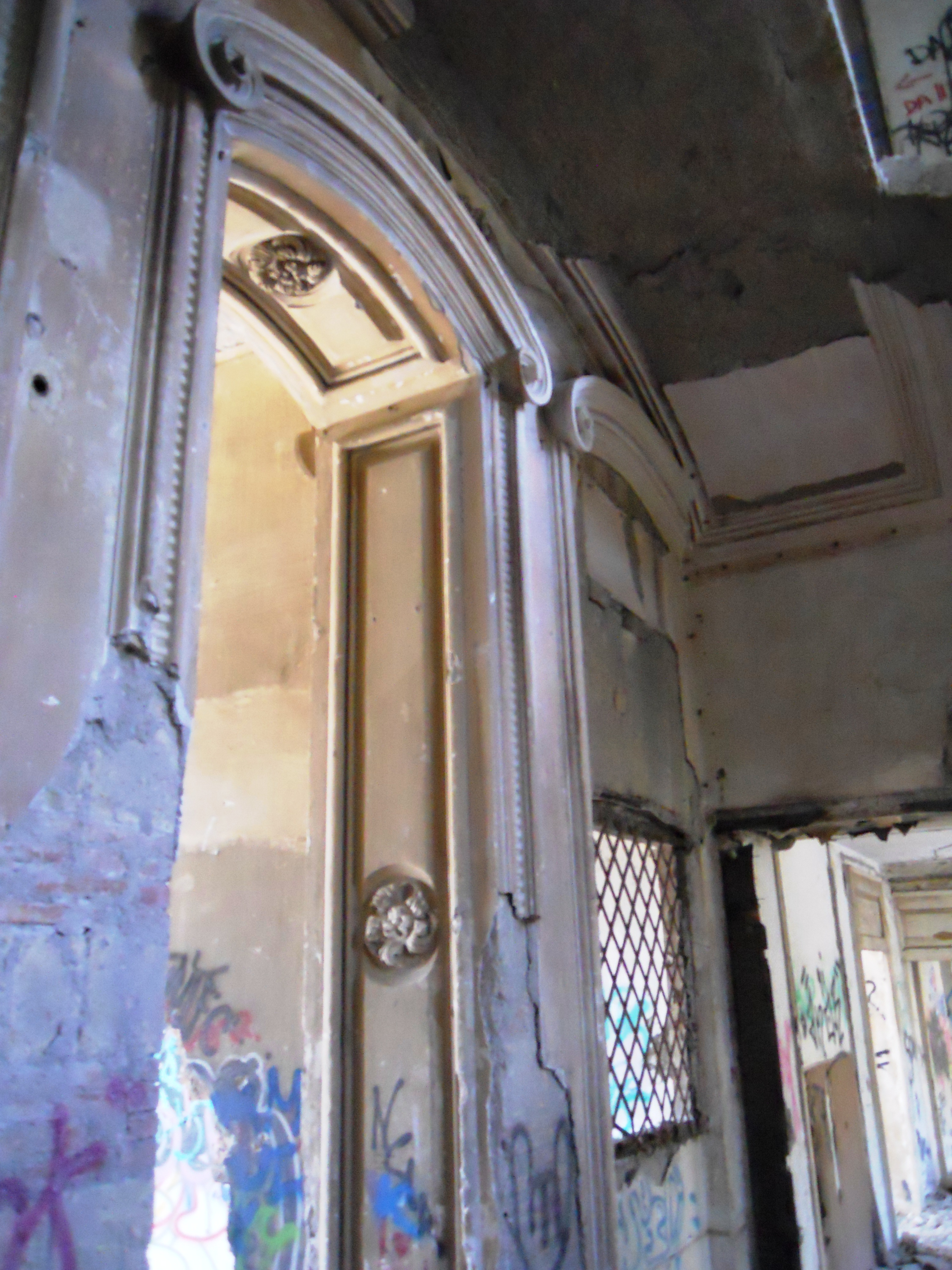
Eingangstür zur Ehrentreppe (August 2011)
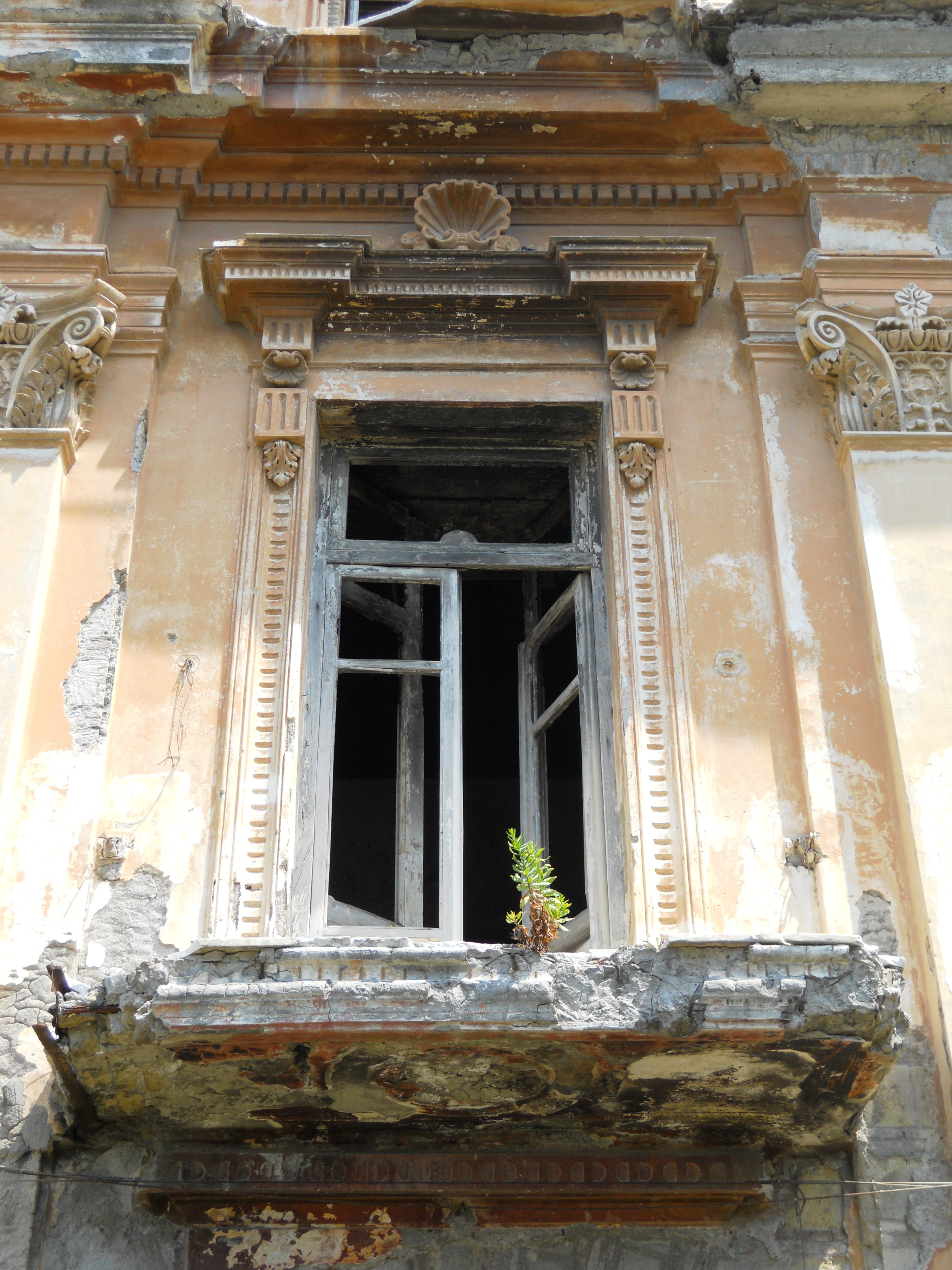
Fenster im ersten Obergeschoss (August 2011)
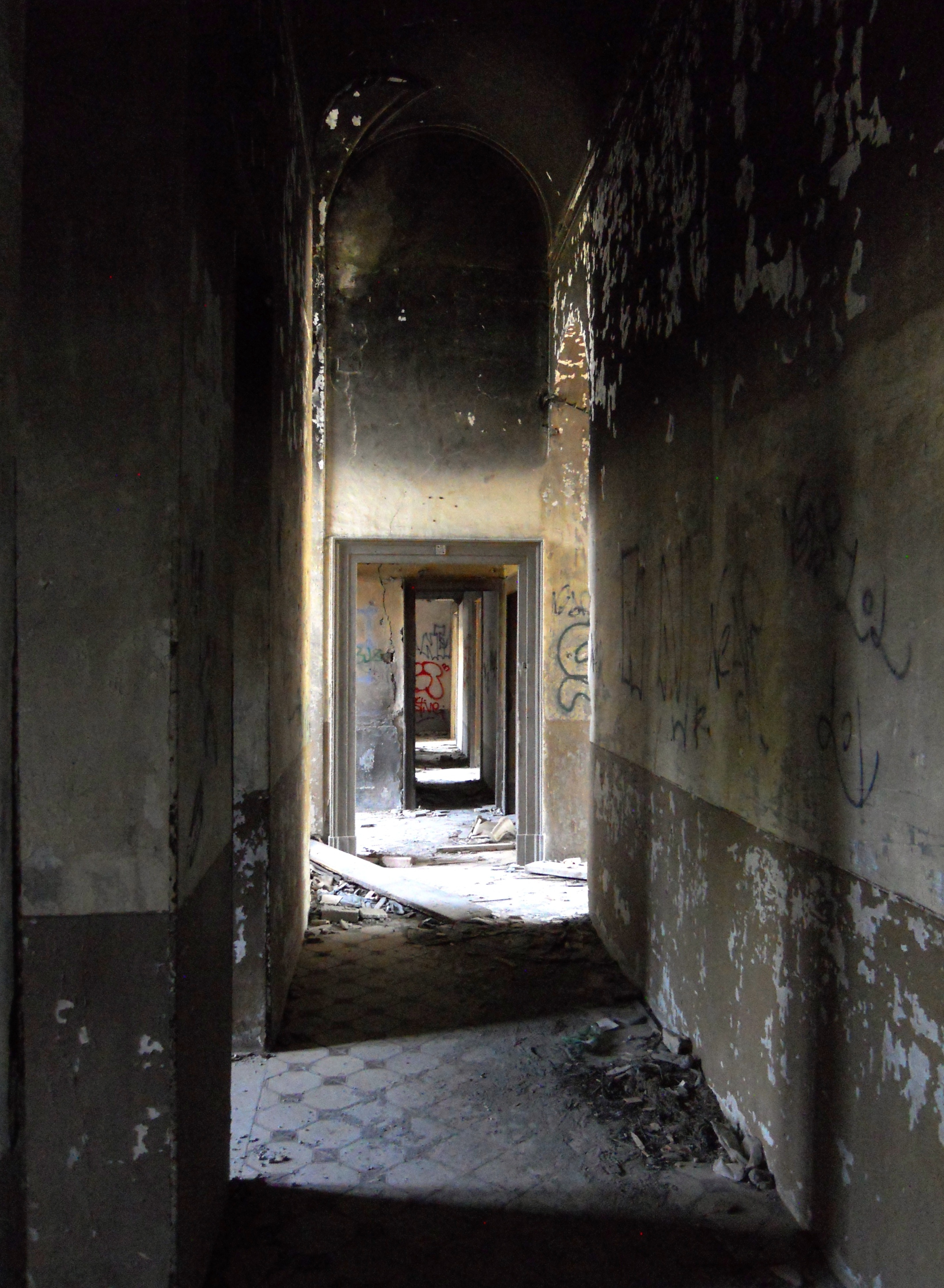
Korridor im zweiten Obergeschoss (August 2011)
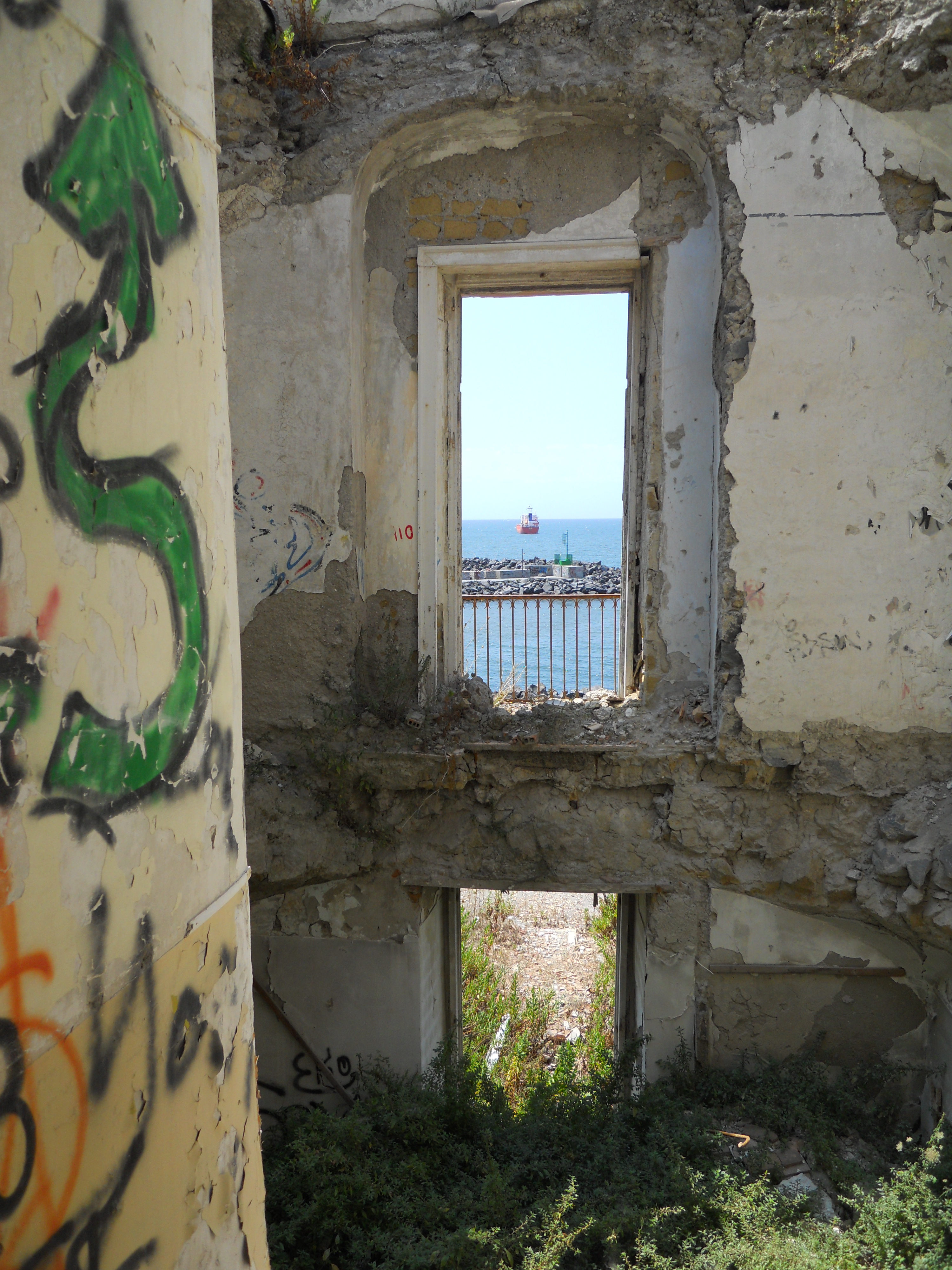
Nordwestteil des Gebäudes, teilweise eingestürzt (August 2011)
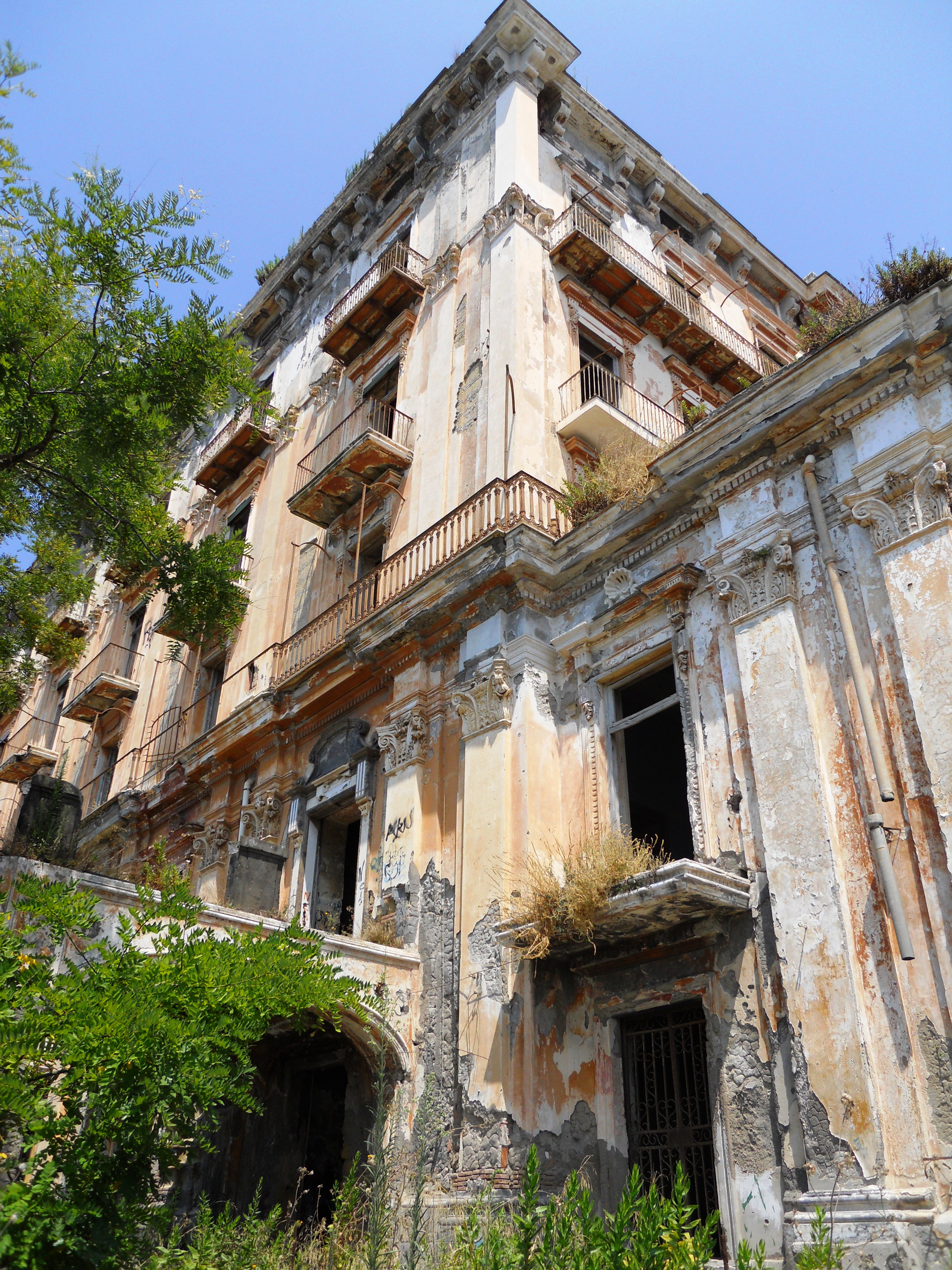
Südwestfassade (August 2011)